# Condé Nast Building
Condé Nast Building (oficiálně 4 Times Square) je moderní mrakodrap, na Times Square na Manhattanu v New Yorku. Nachází se na Broadwayi mezi 42. a 43. ulicí. Budova má 48 podlaží a je vysoká 247 m, je tak 12. nejvyšší budova v New Yorku a 44. ve Spojených státech. Velikost věže vyvolala obavy města, jaký dopad budou mít velké věže na Times Square. Hlavní nájemci kancelářských prostor jsou vydavatelé časopisů Condé Nast Publications a nejbohatší advokátní kancelář v USA Skadden, Arps, Slate, Meagher & Flom. Hlavní maloobchodní nájemníci jsou ESPN zone a Duane Reade.
Condé Nast Building je ve vlastnictví The Durst Organization. Architekti byli Fox & Fowle kteří také navrhli Reuters building jako součást většího projektu. Radnice vybrala architektonickou kancelář Fox & Fowle proto, že byli známí jako tvůrci ekologicky udržitelných staveb. Plocha všech podlaží je 149.000 m².
V Condé Nast Building se nachází sídlo NASDAQ (v severozápadním rohu budovy).

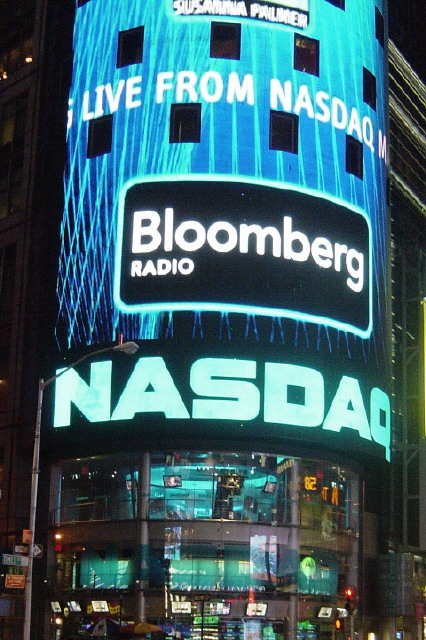
NASDAQ